# ジネブ
ジネブ（英: zineb）は亜鉛化合物の一種。

## 用途
ゴムの添加剤として使用される。農業用殺菌剤として1952年4月21日に農薬登録され、「オーセン」や「ダイファー」の商品名で野菜や花卉のべと病やさび病、果樹の黒点病や炭疽病に使われたが、2005年12月13日 に登録が失効した。

## 安全性
半数致死量（LD50）はラットへの経口投与で5,000mg/kg以上、ラットへの経皮投与で2,000mg/kg以上で死亡例が確認されていない。皮膚に対してはごく軽度の刺激性があるものの、目に対しては刺激性が見られない。オオミジンコの48時間半数致死濃度（LC50）は0.97mg/Lと、水生生物への毒性がある。可燃性であり、燃焼や加熱により分解し、窒素酸化物や硫黄酸化物を含む刺激性の有毒ガスを生じる。